# ポスト・ブリットポップ
ポスト・ブリットポップ (Post-Britpop) は、1990年代後半から2000年代前半にかけてのオルタナティヴ・ロックのジャンルの1つ。ブリットポップに続いて、オアシスやブラーの影響を受けながらも、歌詞の英国的要素は弱まり、アメリカンロックやインディー・ロック、実験音楽も参照されている。こうしたギターバンドは、メディアから「新世代」「第二波」として取り上げられた。ポスト・ブリットポップのバンドとしては、レディオヘッド、ザ・ヴァーヴなど、ブリットポップ衰退後に人気を獲得したバンドや、トラヴィス、ステレオフォニックス、フィーダー、トップローダー、コールドプレイのように新しく誕生したバンドがあり、一部はブリットポップを超える国際的成功を収め、1990年代後半から2000年代前半にかけて商業的に最も成功したグループとなった。

## 特徴

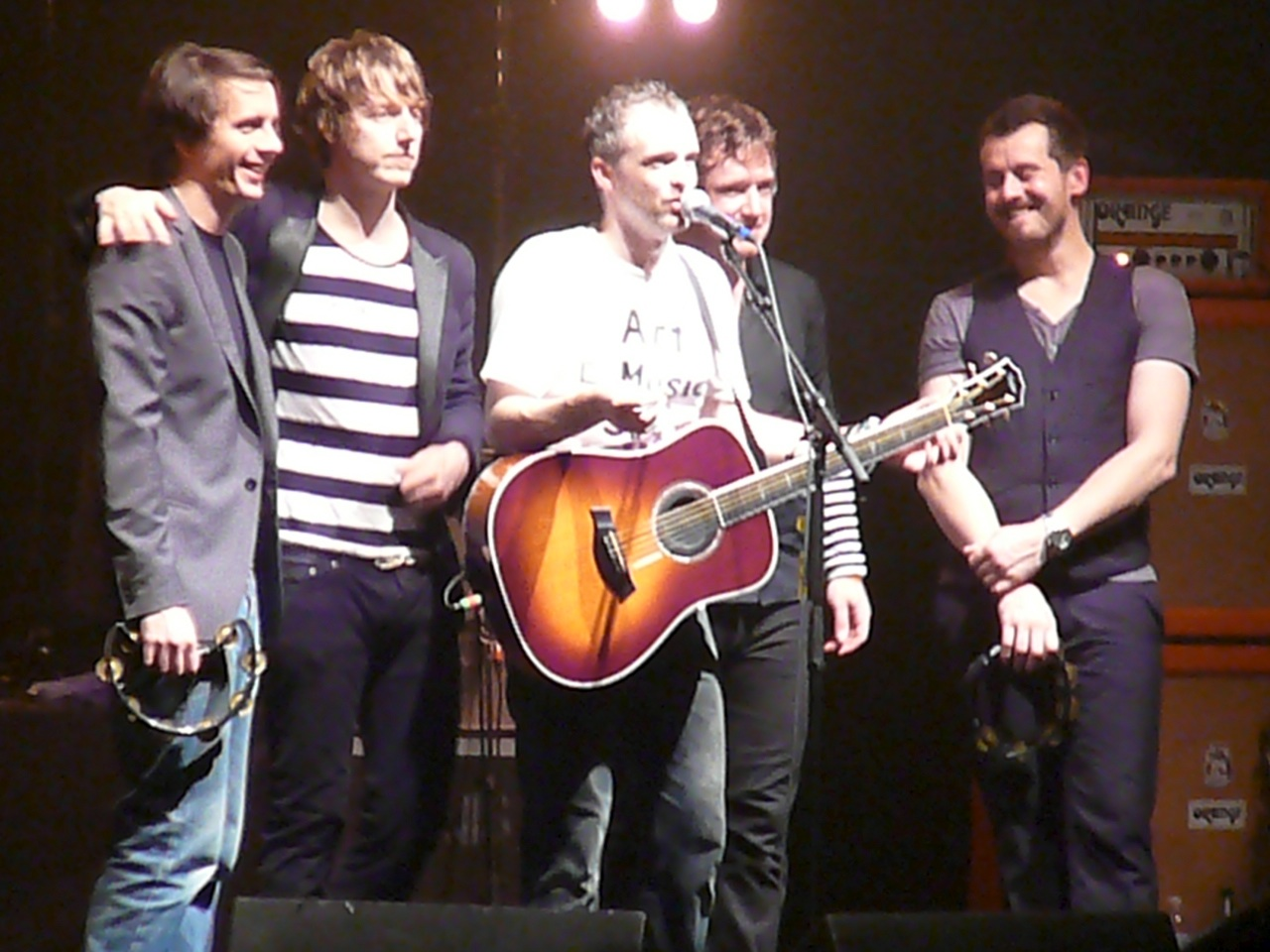
ポスト・ブリットポップ期にいち早く国際的な成功を収めたバンドの1つ、トラヴィス（2007年ロサンゼルス公演）

ポスト・ブリットポップのバンドの多くは、ブリットポップには分類されないものの、その影響を多分に受けている。多くはギターを基調とし、ビートルズ、ローリング・ストーンズ、スモール・フェイセスといったイギリスの古参ロックバンドの要素と、アメリカからの影響を混ぜ合わせている。特に、1970年代のイギリスのロック、ポップ音楽の影響が大きい。イギリス各地で誕生したこうした音楽のテーマは、イギリスやロンドンの生活に留まらず、ブリットポップよりも内省的なものが多い。この特徴は、アメリカのメディアやファンを取り込み、国際的な成功を収めることに役だった。また、ロックスターではなく一般人、あるいは「隣の家の少年」といったイメージ戦略で、メロディー性の強い音楽性は、ときにおもしろみや独創性がないと批判される。

## 歴史

### 起源
1997年頃から、クール・ブリタニアという概念に対する批判的な見方が強まり、ブリットポップが衰退し始めると、後続のバンドはブリットポップという呼称を避けつつも、ブリットポップに由来する音楽を制作するようになる。1990年代中頃には一部で知られてはいたものの、90年代後半まで大きな商業的成功を得られていなかったグループに、ザ・ヴァーヴやレディオヘッドがいる。彼らは、ブリットポップ衰退後に、批評家や大衆の注目を集めることとなる。ザ・ヴァーヴのアルバム『アーバン・ヒムス』（1997年）は世界的なヒットを記録したが、バンドは1999年に解散してしまう。レディオヘッドは、2枚目『ザ・ベンズ』（1995年）で存在は知られていたが、実験的な3枚目『OK コンピューター』（1997年）やそれに続く『キッド A』（2000年）で世界的な評価を獲得した。

### 発展

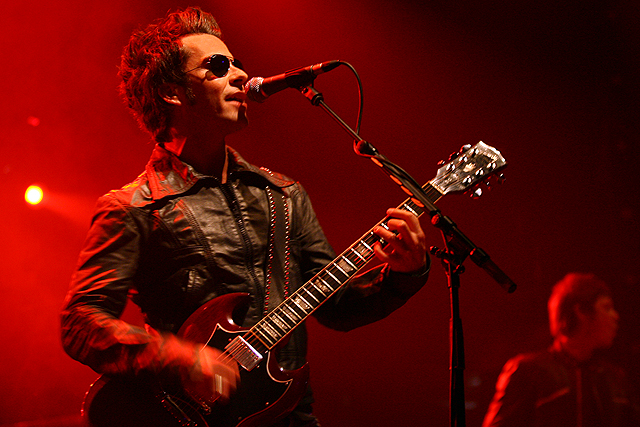
ステレオフォニックスのケリー・ジョーンズ（2007年、ドイツ・ハンブルグ公演）

スコットランドの文化・音楽シーンは、メディアから「クール・カレドニア」と呼ばれ、数多くのオルタナティヴ・バンドが成功した。例えば、グラスゴー出身のスーパーナチュラルズは、再発のシングル「スマイル」（1997年）で全英25位に達し、アルバム『イット・ダズント・マター・エニイモア』（1997年）ではトップ10入りを果たしたが、成功は長続きせず、期待された国際的なブレイクもなし得なかった。同じくグラスゴー出身のトラヴィスは、ポスト・ブリットポップ時代に誕生した初めてのメジャーロックバンドの1つである。オアシスが好んだフックやギターロックを曲単位で活用し、内容は内省的な『グッド・フィーリング』（1997年）から、ブレイクを果たした『ザ・マン・フー』（1999年）のような大衆向けのもの、社会的・政治的な『12メモリーズ』（2003年）まで変化して、新しいブリットポップを世に広める大きな役割を果たしている。エディンバラ出身のアイドルワイルドは、ポスト・グランジの影響を強く受け、セカンドアルバム『ホープ・イズ・インポータント』（1998年）は全英チャートでトップ50入りを果たせなかったものの、続く3枚のアルバムをいずれも20位以内に送り込み、『ザ・リモート・パート』（2002年）とシングル「ユー・ヘルド・ザ・ワールド・イン・ユア・アームズ」でピークに達した。国際的な注目を得た一方で、アメリカではブレイクしなかった。
「クール・カムリ」と呼ばれたポスト・ブリットポップのウェールズのシーンで、最初にブレイクしたのはカタトニアである。シングル「モルダー＆スカリー」（1998年）がトップ10入りし、『インターナショナル・ヴェルヴェット』（1998年）が1位を獲得したが、アメリカでは大きな爪痕を残せず、その後内部の問題で新世紀を迎えることなく活動休止してしまった。同様にウェールズ出身のステレオフォニックスは、ポスト・グランジやハードコアの要素を取り入れた『ワード・ゲッツ・アラウンド』（1997年）と『パフォーマンス・アンド・カクテルズ』（2001年）でブレイクし、『ジャスト・イナフ・エデュケーション・トゥ・パフォーム』（2001年）以降はメロディックな曲調となっている。また、フィーダーは、当初アメリカのポスト・グランジの影響を受け、ハードロック調のシングル「バック・ロジャーズ」とアルバム『エコー・パーク』（2001年）でブレイクした。ドラマーのジョン・リーが死去してからはより内省的な内容となったアルバム『コンフォート・イン・サウンド』（2002年）がヒットし、ヒットシングルも生まれている。
この時代には、より「プログレッシヴ」な音楽スタイルを獲得していくバンドも多かった。レディオヘッドは、オアシスが『ビィ・ヒア・ナウ』（一部メディアからは「ブリットポップを殺したアルバム」と揶揄される）をリリースした数ヶ月後の1997年5月に『OK コンピューター』をリリースしている。翌年に発売されたマンサンの『SIX』は、当初パーロフォンからのリリースであったが、現在はプログレッシヴ・ロックのレーベルであるKscope から出されている。1990年代の終わりには、デヴォン州のティンマスからミューズが登場し、独立系企業のテイスト・メディアを通じて、オーストリアのマッシュルーム・レコードの英国部門と契約を結ぶ。当初、メディアからは「レディオヘッドかぶれ」と否定的な見方をされていたが、2003年から2018年までの間、6枚連続でアルバムが首位を獲得した。

### 商業的な全盛期

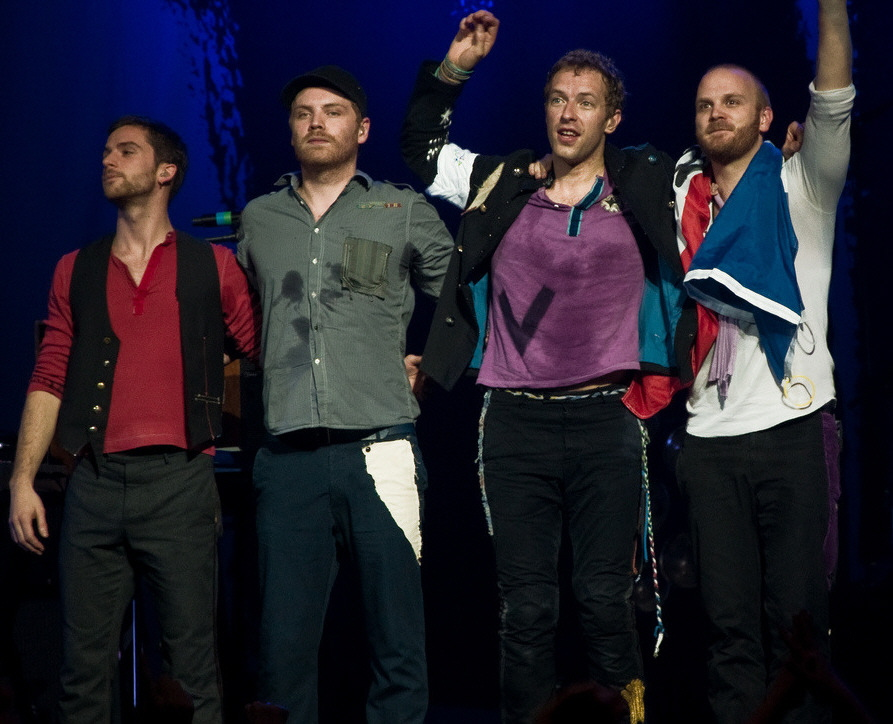
コールドプレイはポスト・ブリットポップ期のバンドとして今まで最も商業的な成功を収めてきた（2008年の公演）

上述のアーティストに続き、北アイルランド出身のスノウ・パトロール、イングランド出身のアスリート、エルボー、エンブレイス、スターセイラー、ダヴズ、ゴメス、キーンなどが、同様のサウンドを持つバンドとして登場した。この時期に、商業的に最も成功したバンドがコールドプレイで、最初の2枚のアルバム『パラシューツ』（2000年）と『静寂の世界』（2002年）がマルチプラチナを獲得、続く『X&Y』（2005年）では、世界で最も人気のあるバンドの1つとしての地位を得た。スノウ・パトロールの「チェイシング・カーズ」（2006年のアルバム『アイズ・オープン』に収録）は、21世紀にイギリスのラジオで最もかかった曲である。

### 終焉
2000年代前半になると、コールドプレイ、スターセイラー、エルボーのようなバンドは、内省的な歌詞やテンポがおもしろみのない不毛なものとして批判されるようになり、ザ・ハイヴス、ザ・ヴァインズ、ザ・ストロークス、ザ・ホワイト・ストライプスといったガレージロックやポスト・パンク・リヴァイヴァルのバンドが「ロックンロールの救世主」として音楽メディアに歓迎されるようになる。しかし、トラヴィス、ステレオフォニックス、コールドプレイなど多くのバンドは活動を続け、新世紀に入ってからも商業的な成功を収めている。ブリットポップの「第二波」という概念は、レイザーライトやカイザー・チーフス、アークティック・モンキーズ、ブロック・パーティなど、2000年代に入ってから結成されたバンドに対しても用いられる。これらのバンドは、1960年代よりも、1970年代のパンクやポスト・パンクの影響が強い傾向にあるが、依然としてブリットポップも参照されている。

## 評価
ポスト・ブリットポップ期のバンドは、1990年代後半から2000年代にかけて、イギリスのロックシーンを活性化し、ブリットポップが切り開いた商業的利益を享受したと評される。一方で、テレビのサウンドトラックやショッピングモール、バー、ナイトクラブなどで流れても耳なじみの良い音楽として、ブリットポップを「均質化、順応化」したヴァージョンであると批判されることもある。